# Lissonota complicator
Lissonota complicator là một loài tò vò trong họ Ichneumonidae.